# Pomorhandeln

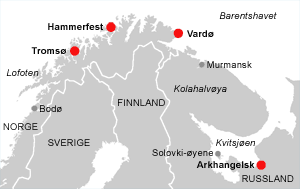
Nordkalotten med pomorhandelns viktigaste städer markerade

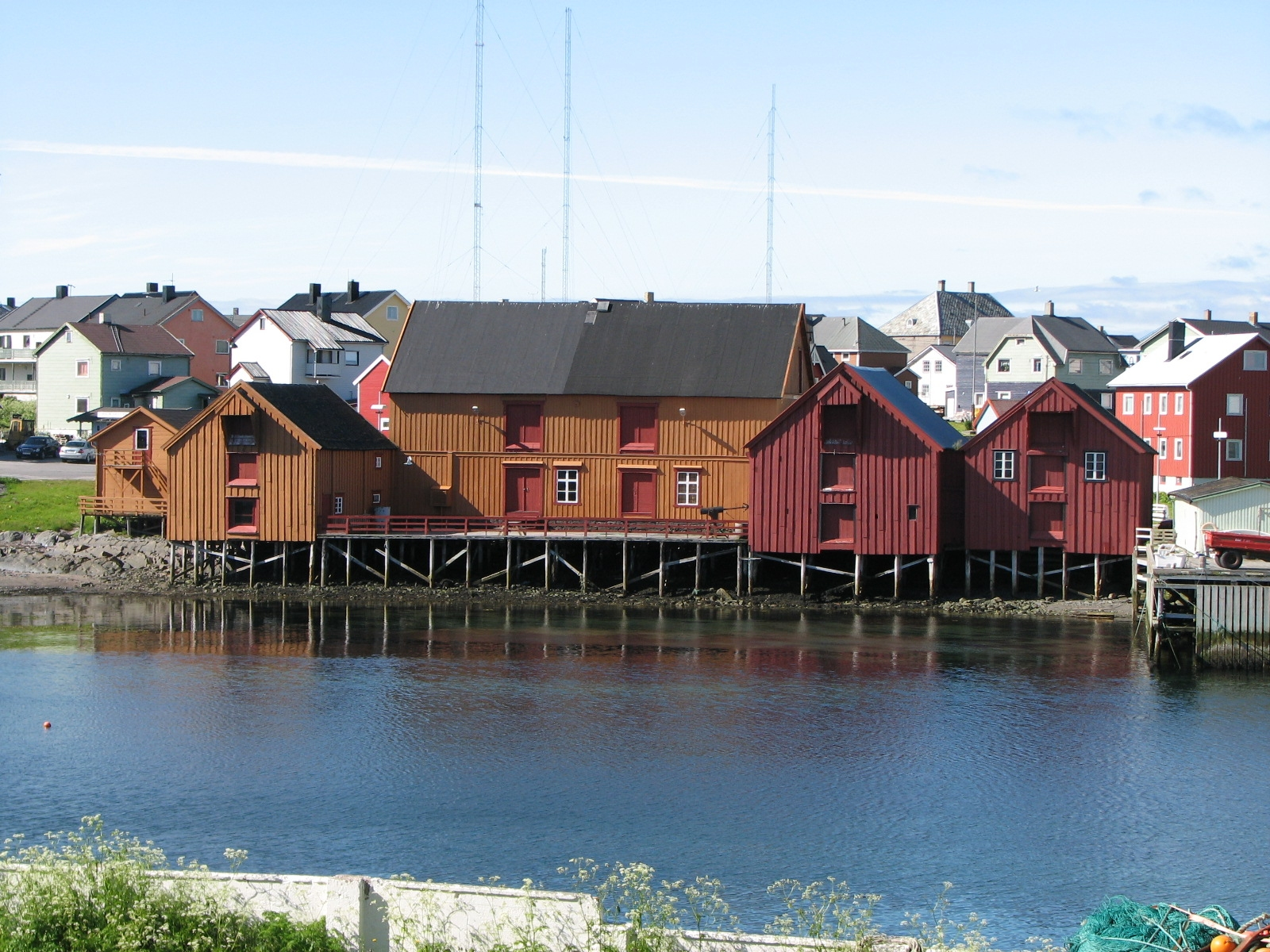
Pomormuseet i Brodtkorbsjåene i Vardø

Pomorhandel (av ryskans: Поморье, Pomorje; po 'vid' och more 'hav'; 'området vid havet', samma ord ligger till grund för Pommern) är en benämning på handelsförbindelser mellan pomorerna i nordvästra Ryssland och kustbefolkningen i Nordnorge, från Vardø i öster till Bodø i väster. Pomorhandeln bedrevs från 1740 fram till ryska revolutionen 1917. 
Ursprungligen idkades byteshandel mellan Nordkalottfolken. Spannmålsprodukter från Ryssland byttes mot i första hand fisk från Nordnorge.  Efter hand utvecklades handeln till handel med varor med pengar. Rubler användes som betalningsmedel på flera håll i Nordnorge. Pomorhandeln försiggick genom att ryska pomorer från trakterna av Vita havet och Kolahalvön seglade till nordnorska fjordbygder och handelsplatser. Pomorerna var duktiga sjöfarare. Förutom handelstrafiken västerut etablerade de en handelsväg österåt, bortom Uralbergen till norra Sibirien.

## Bildgalleri

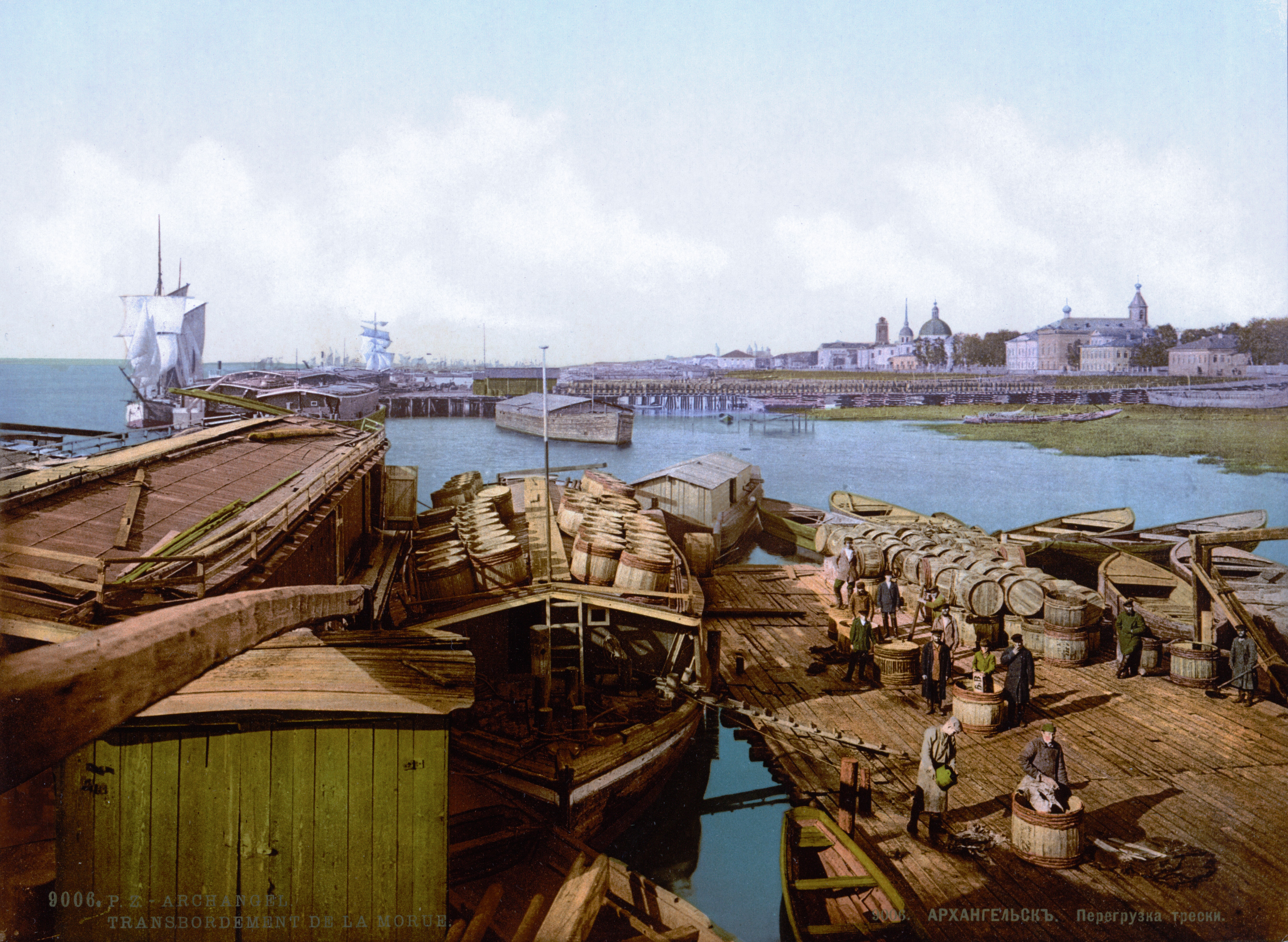
Vykort över hamnen i Archangelsk 1896, en tid då pomorhandeln var som störst
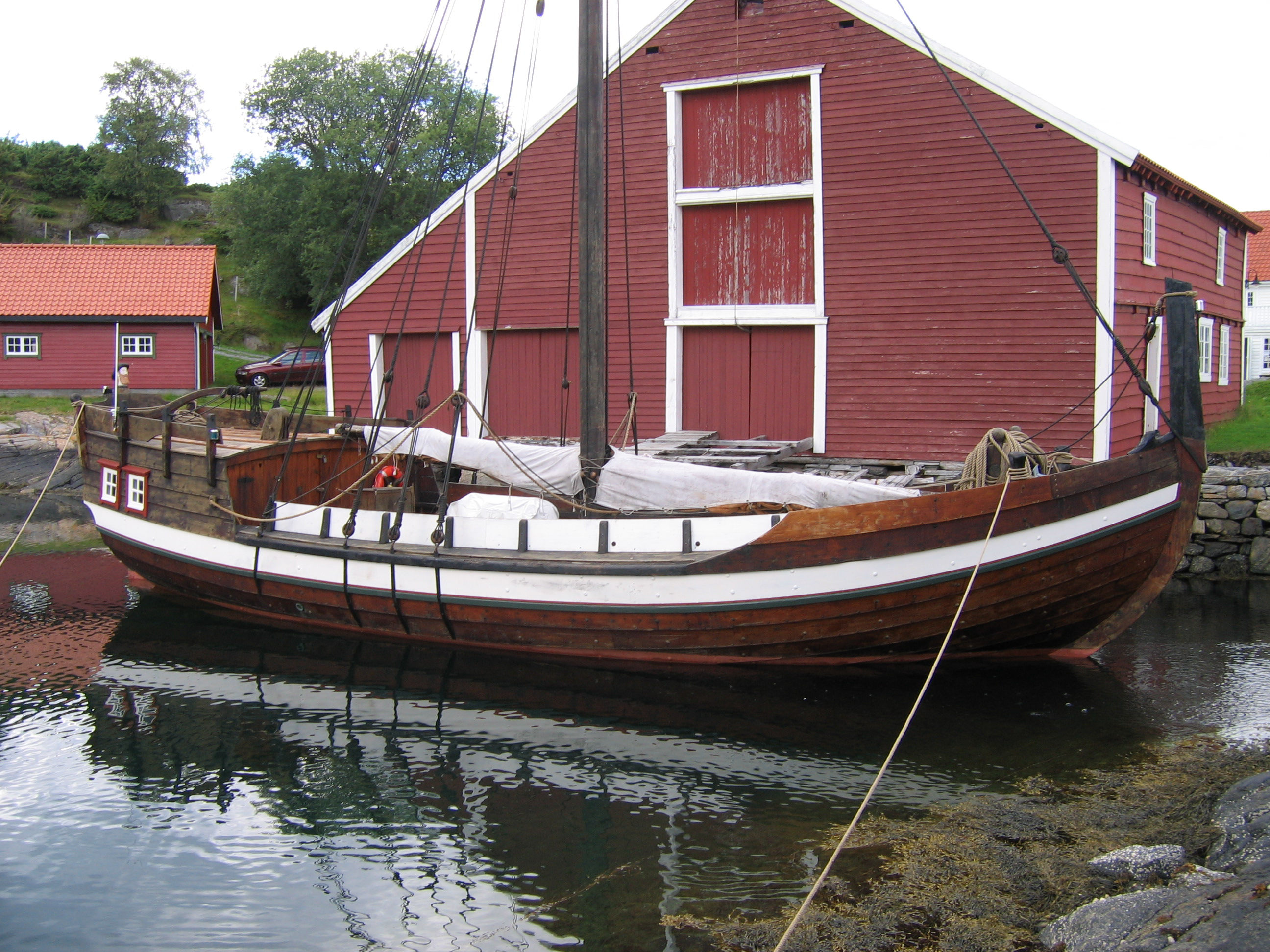
Anna Olava, en rekonstruktion av segelfraktfartyg på Herøy kystmuseum av typ "Sunnmørsjekt", som var vanlig i Nordnorge fram till tidigt 1900-tal.